# 仙人洞 (庐山)
29°33′56.3″N 115°57′30.9″E / 29.565639°N 115.958583°E
仙人洞是中国江西省庐山上的一处著名景点，位于牯岭西南，御碑亭东侧，锦绣谷西侧。
仙人洞为一天然砂岩石洞，高7米，宽10米，深14米。古称“佛手岩”，明桑乔《庐山记事》载：洞内“岩石参差如人手，故名佛手”。洞内深处从洞顶有水下滴，终年不竭，名为“一滴泉”，又称“叮咚泉”。

## 历史
南宋朱熹《山北纪行》载：“佛手岩，僧缘岩架屋以居，临锦绣谷”，直到清嘉庆九年（1804年）舒天香在《游山日记》中所载，此处仍为僧所居。因传说唐末吕洞宾在庐山得道成仙，不知何人于何时在佛手岩下建“吕祖神龛”。嘉庆年间，道士晏纯一改“吕祖神龛”为“纯阳殿”。光绪三十一年（1905年）静阳子在仙人洞旁建“老君殿”。1925年“云仙道人”罗理松到处居住，并将原洞西侧的方形门改建为圆门。现在的仙人洞内有一石质神龛，上有吕洞宾身背宝剑的石雕像，两旁有两副对联：“称师亦称祖，是道仍是儒”、“古洞千年灵异，岳阳三醉神仙”。老君殿为歇山式单层建筑，整个建筑显得庄重而又轻巧，内供太上老君骑牛雕像。
仙人洞内及周边有大量历代摩崖石刻，仙人洞石刻已于1959年列为江西省文物保护单位。在仙人洞西侧的圆门内侧有怪石，名为蟾蜍石，石上长有古松。东侧有游仙石及观妙亭，是远眺云海、群峰甚至远处的长江及俯瞰近处锦绣谷美景的佳处。此外还有朱元璋敕建访仙亭。
1961年毛泽东为江青所拍摄《庐山仙人洞照》题诗：“暮色苍茫看劲松，乱云飞渡仍从容。天生一个仙人洞，无限风光在险峰”。

## 图像

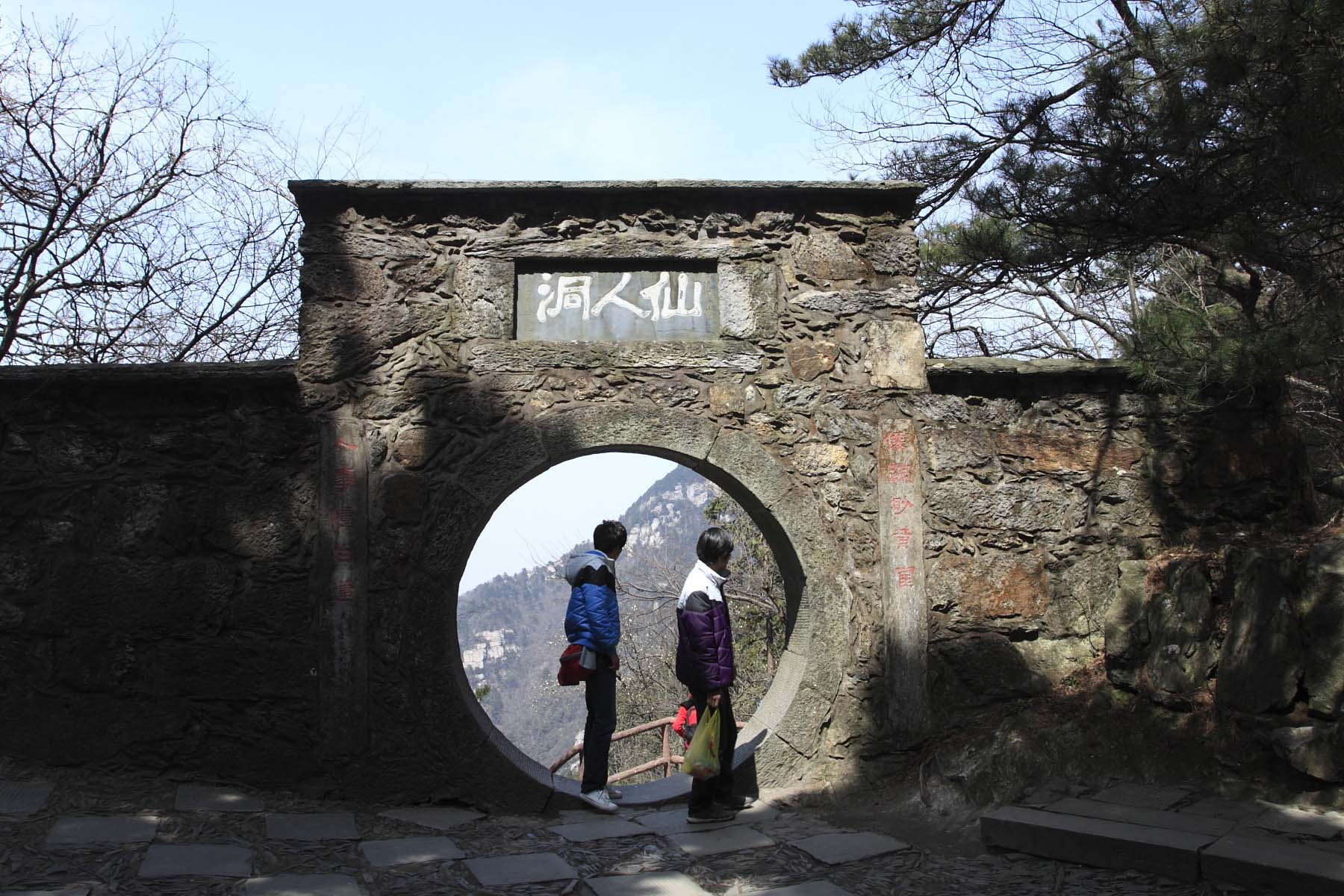
圆门，“仙人洞”三字为罗理松题
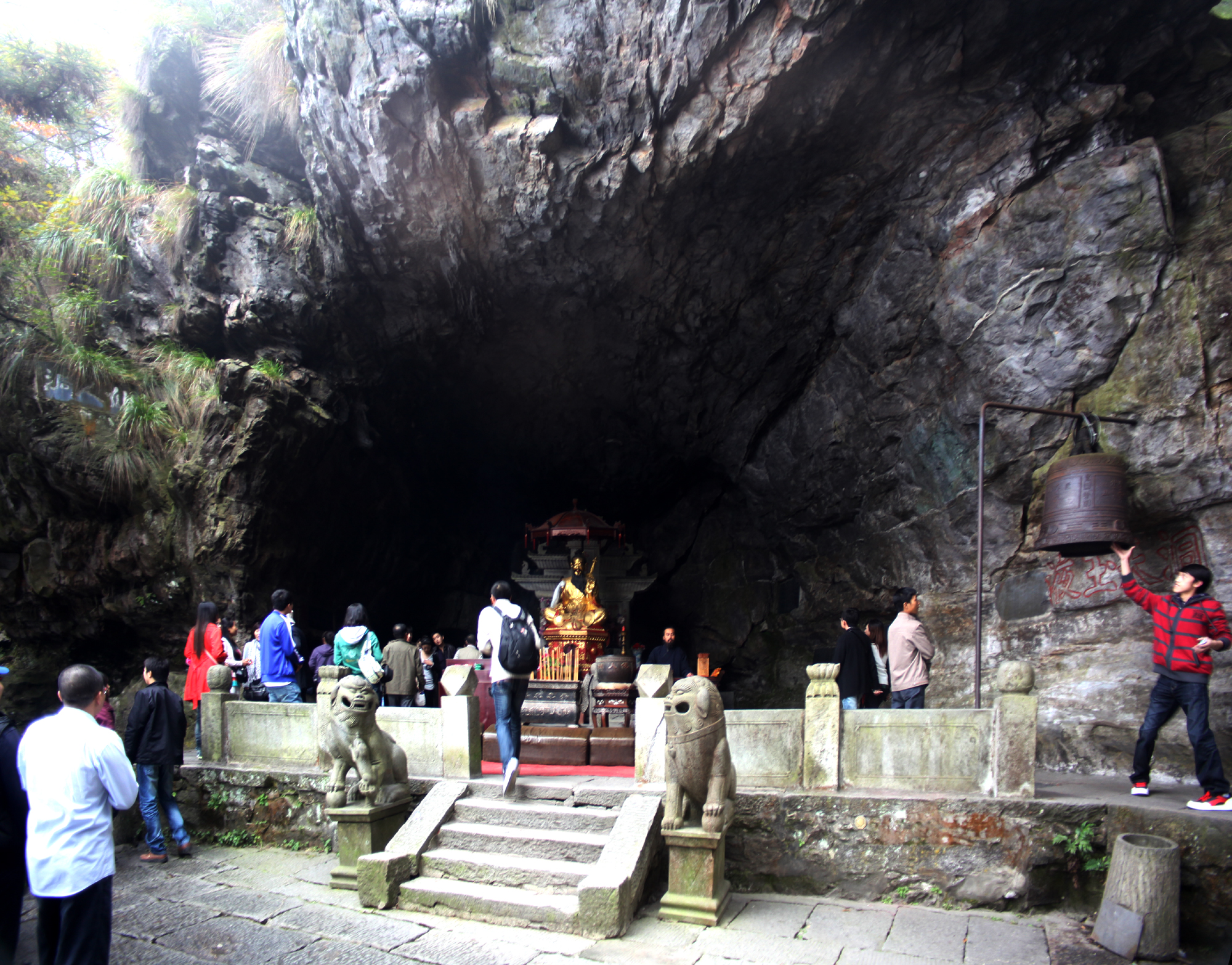
仙人洞洞口
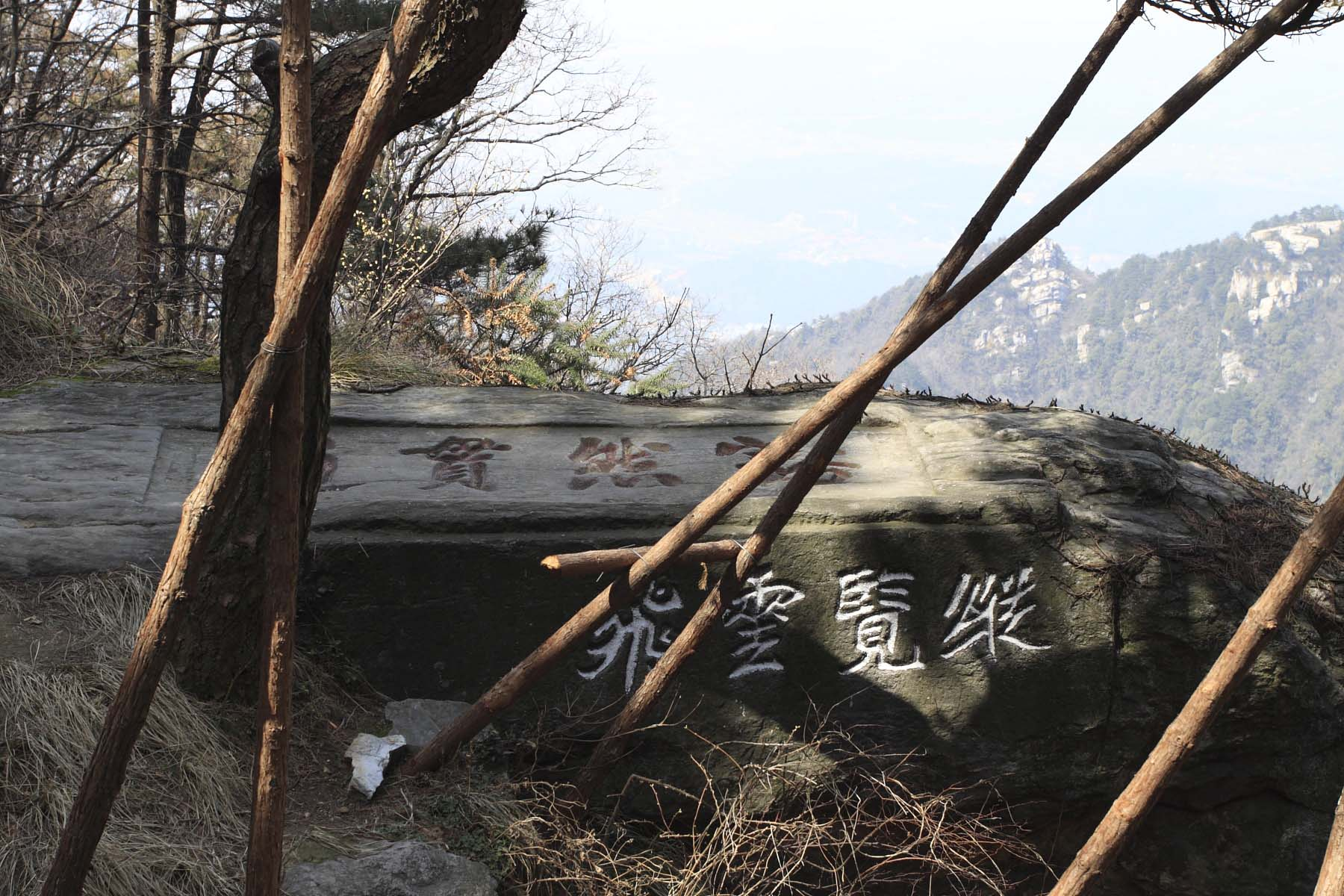
蟾蜍石上的“縱覽雲飛”（陳三立題）、“豁然貫通”
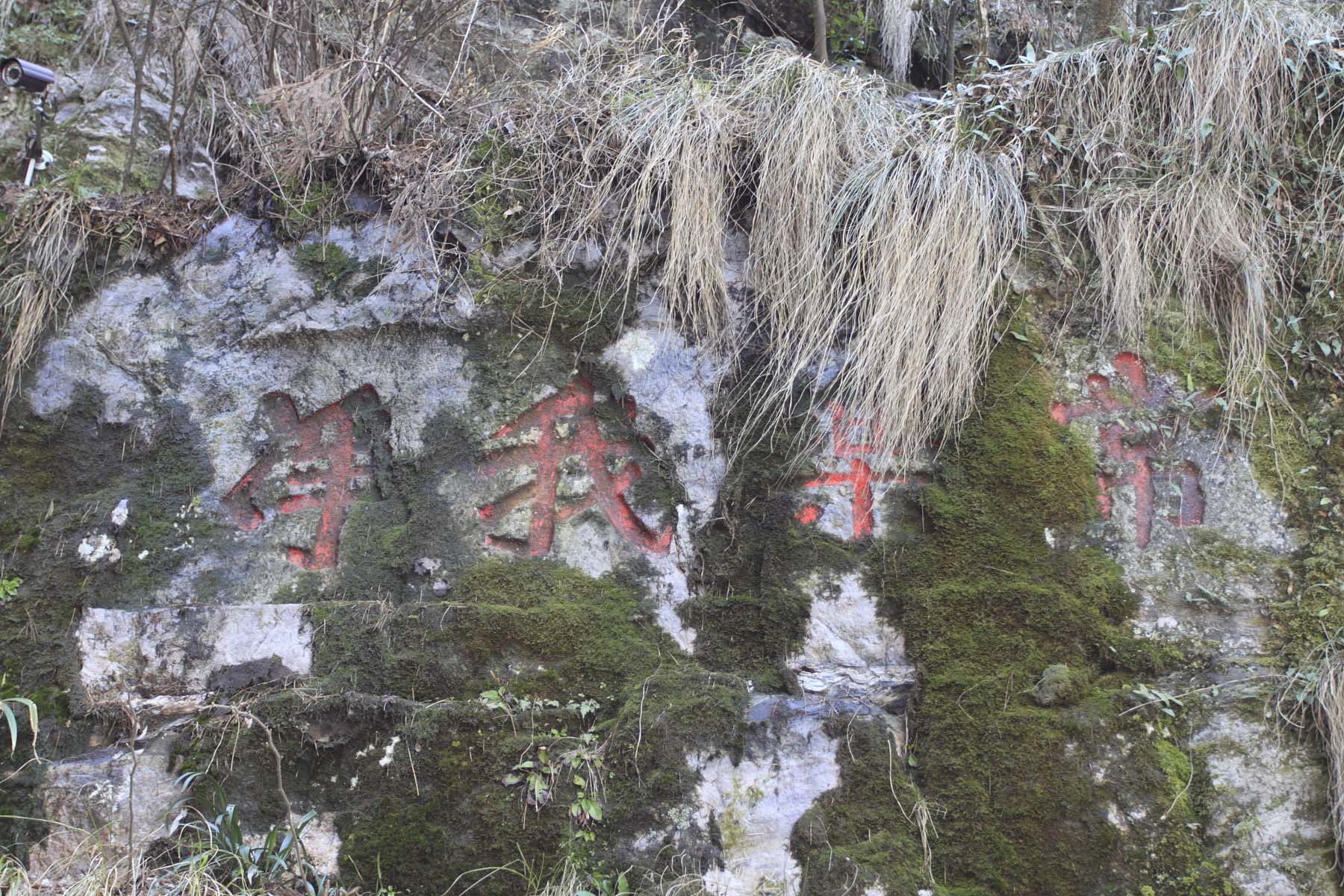
“常樂我淨”（李烈鈞題）
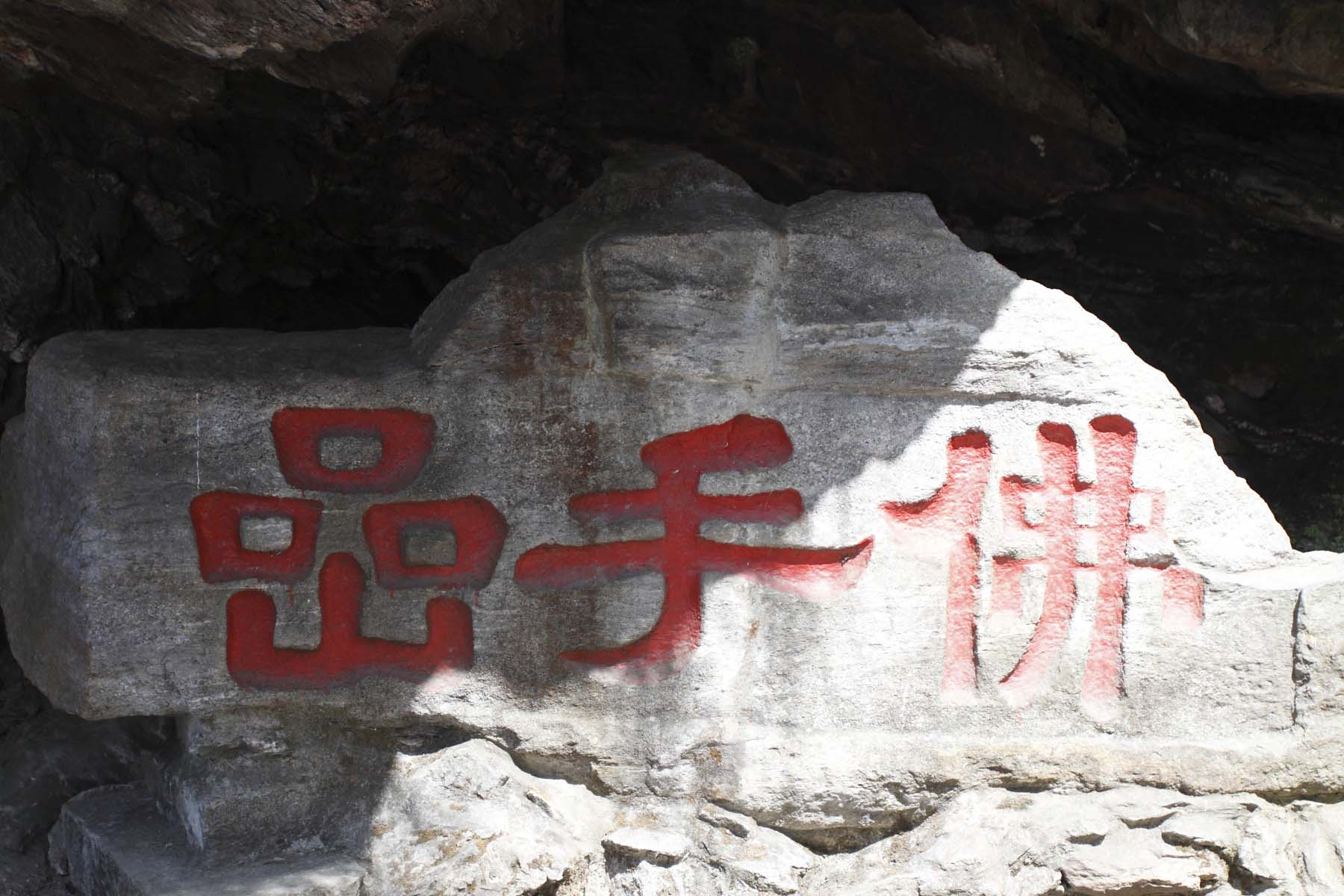
“佛手岩”（疑為宋刻）
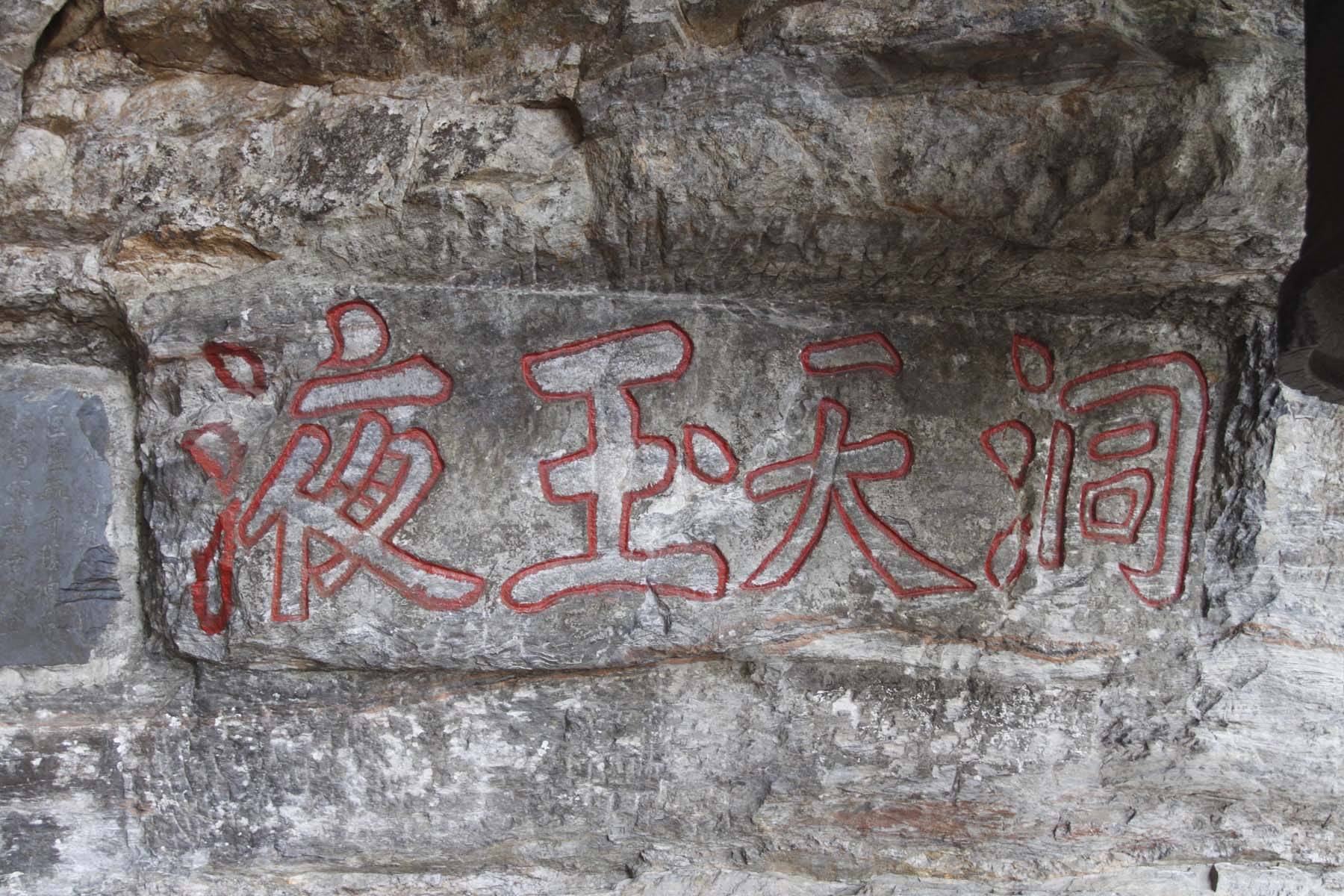
“洞天玉液”（疑為明李天植題）
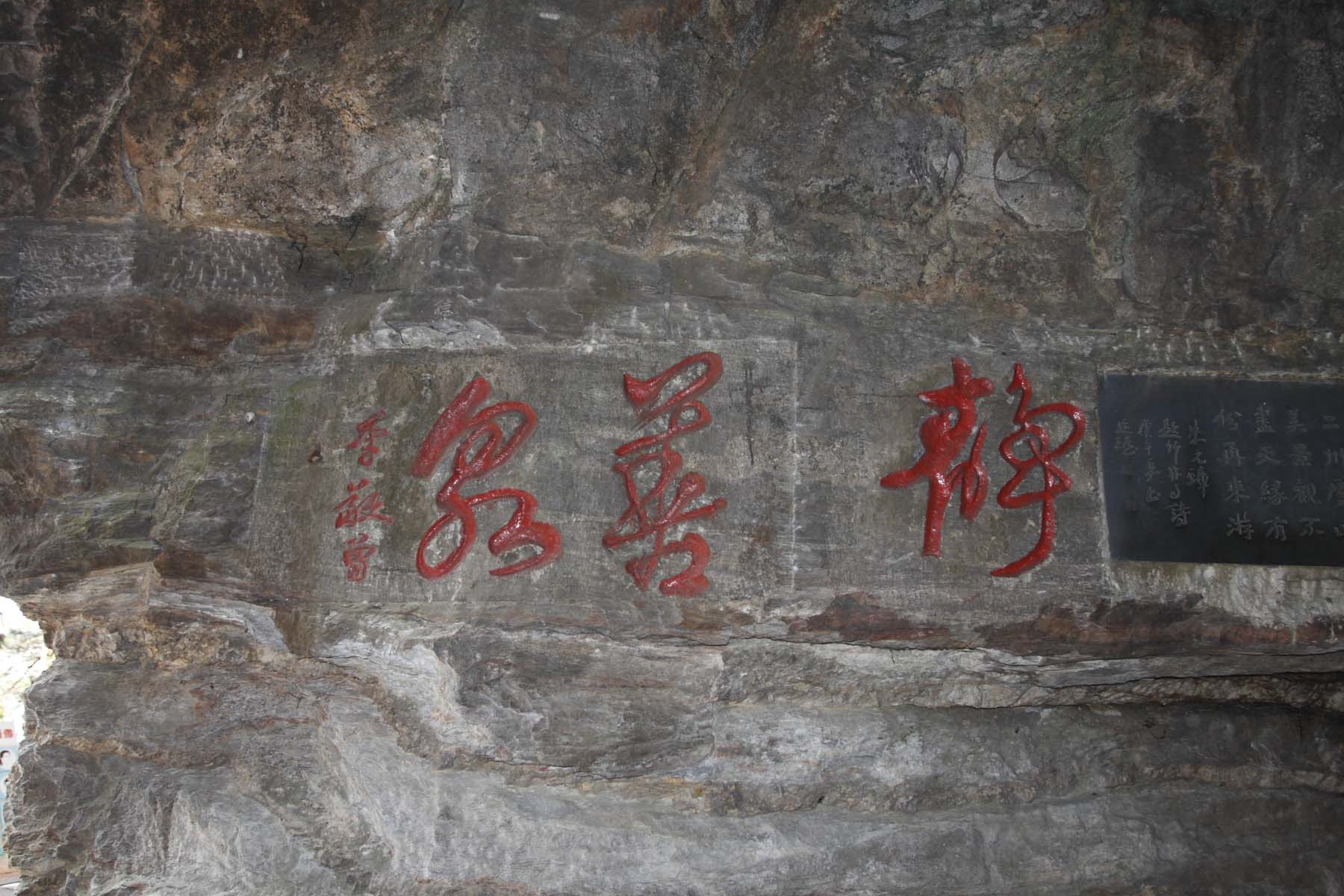
“靜”、“善泉”（李敬曾題）
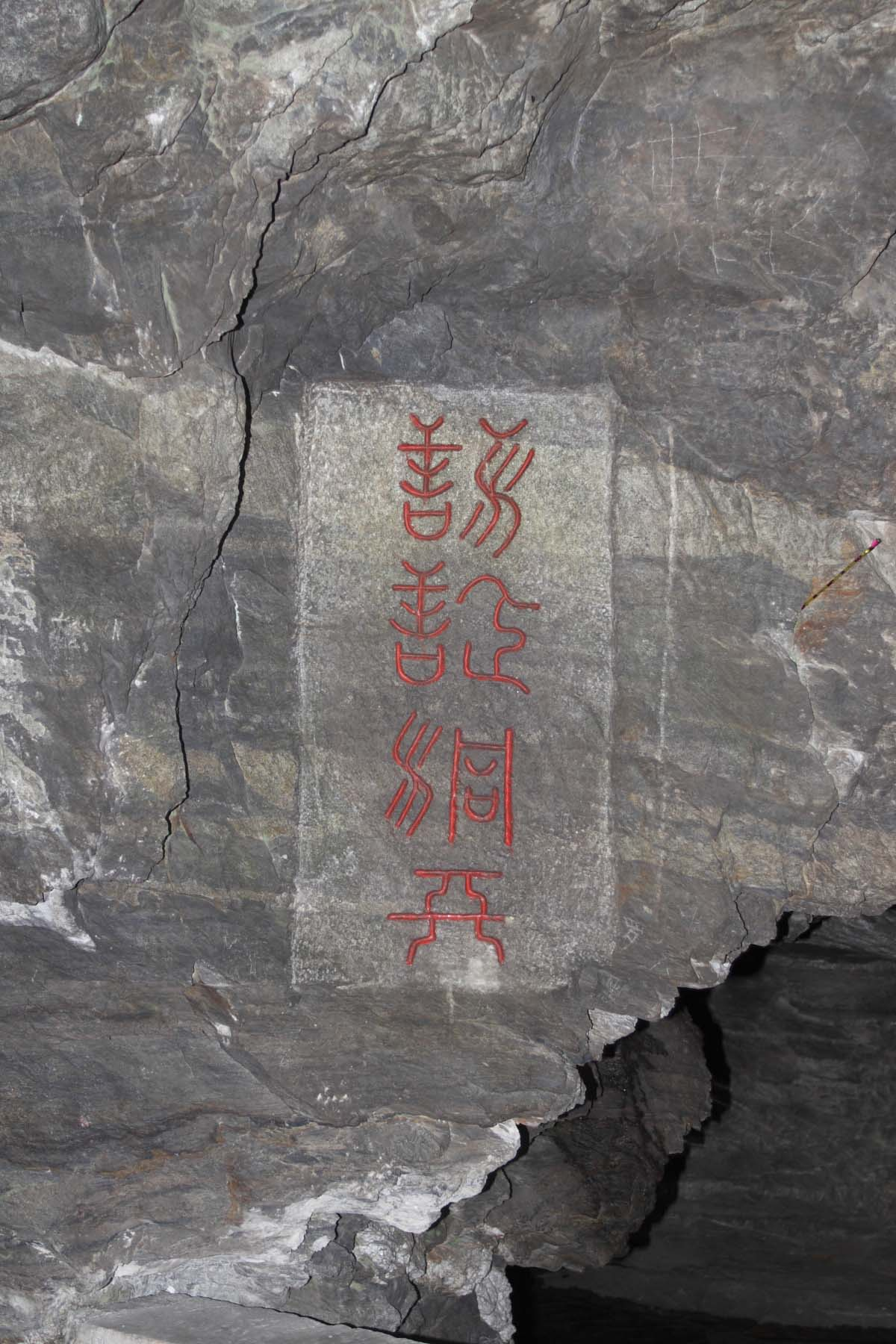
“詠証洞天”
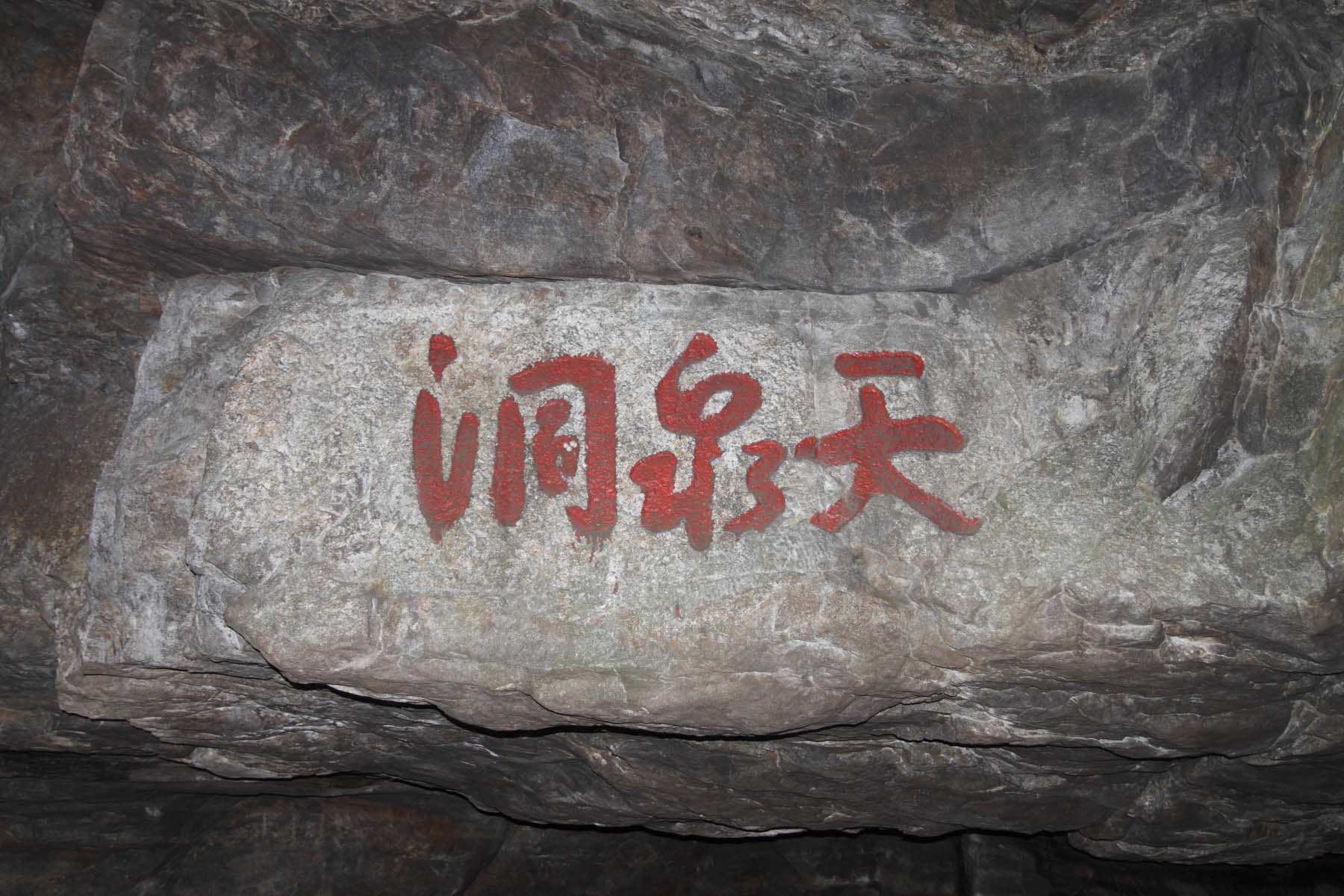
“天泉洞”
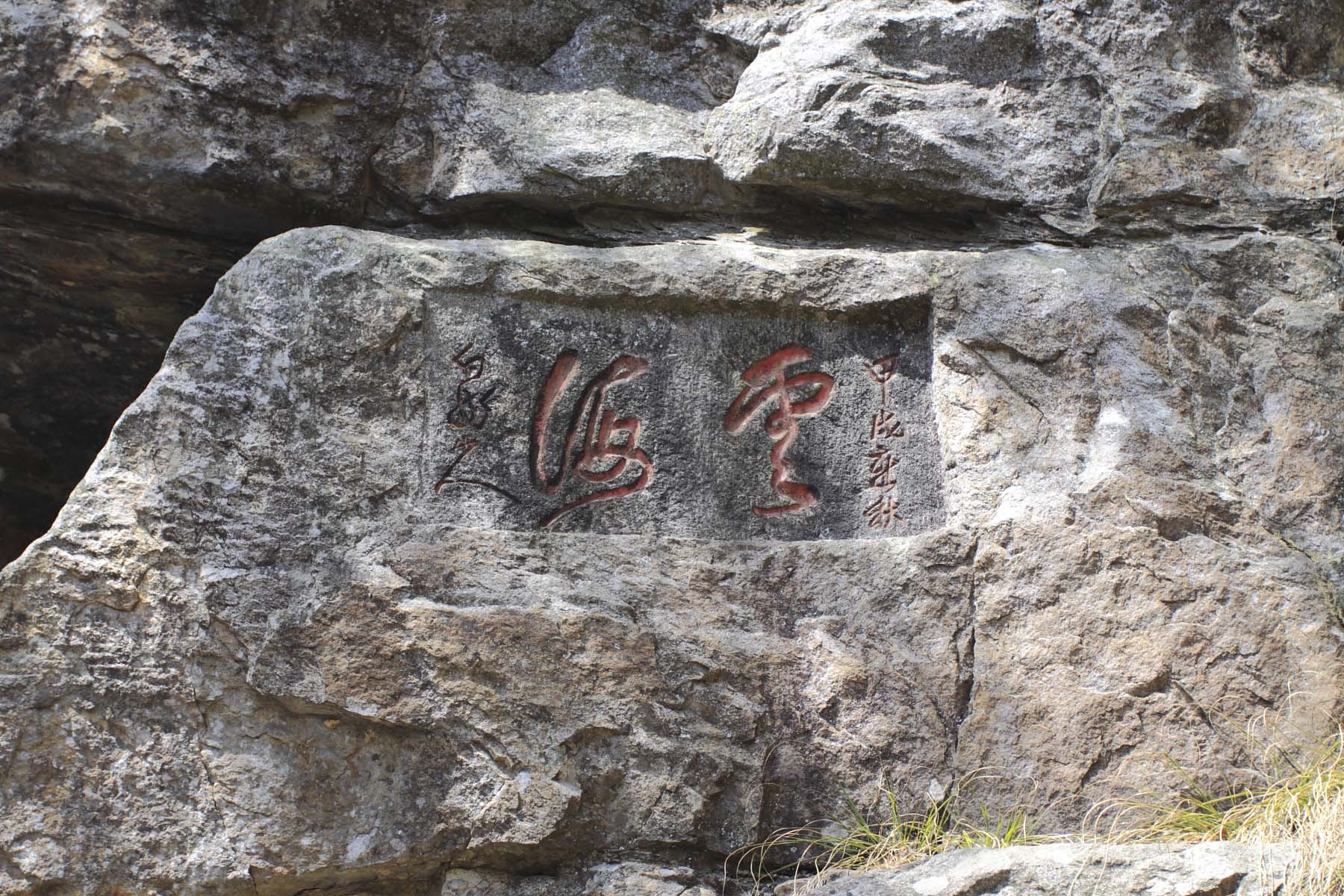
“雲海”
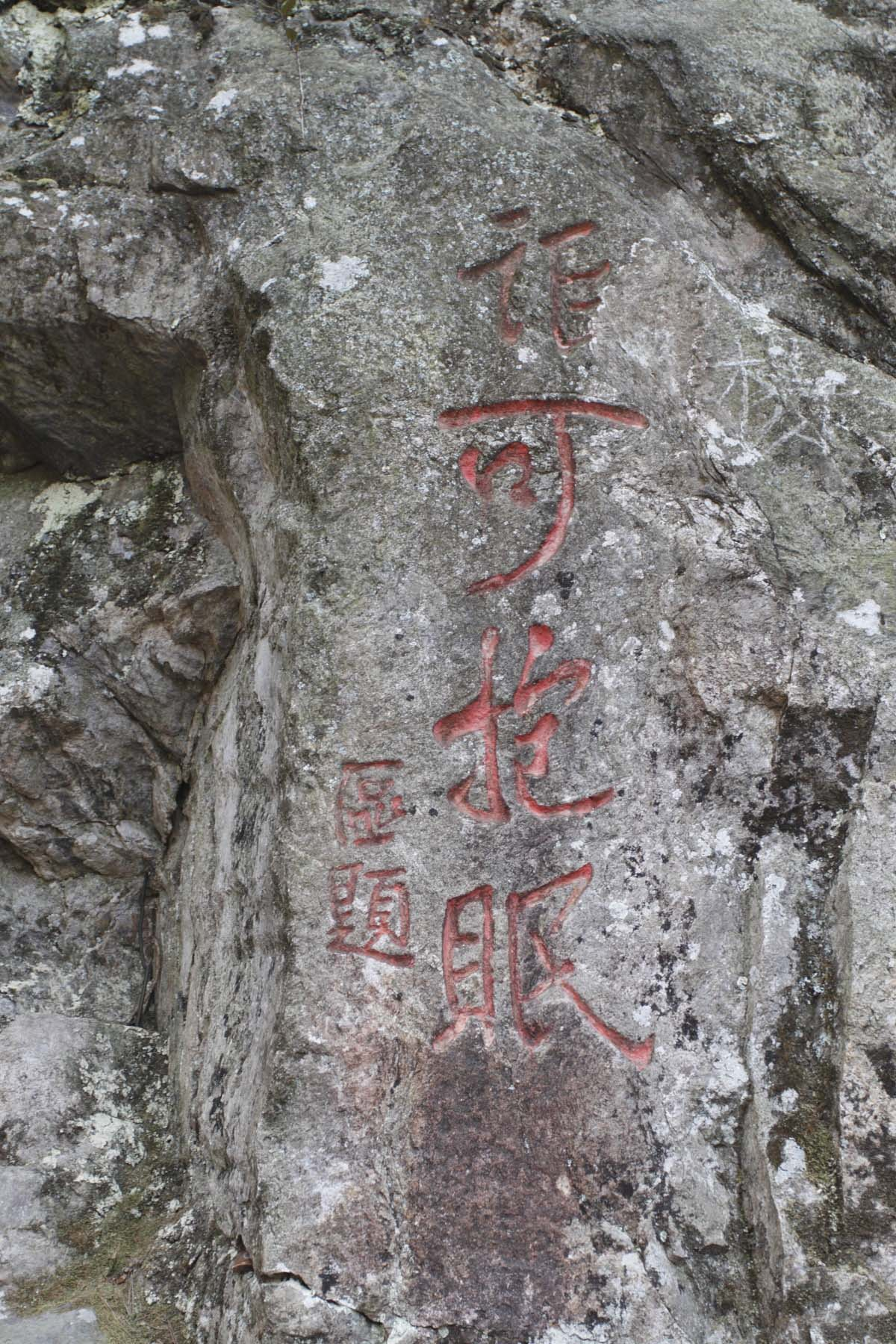
“讵可抱眠”
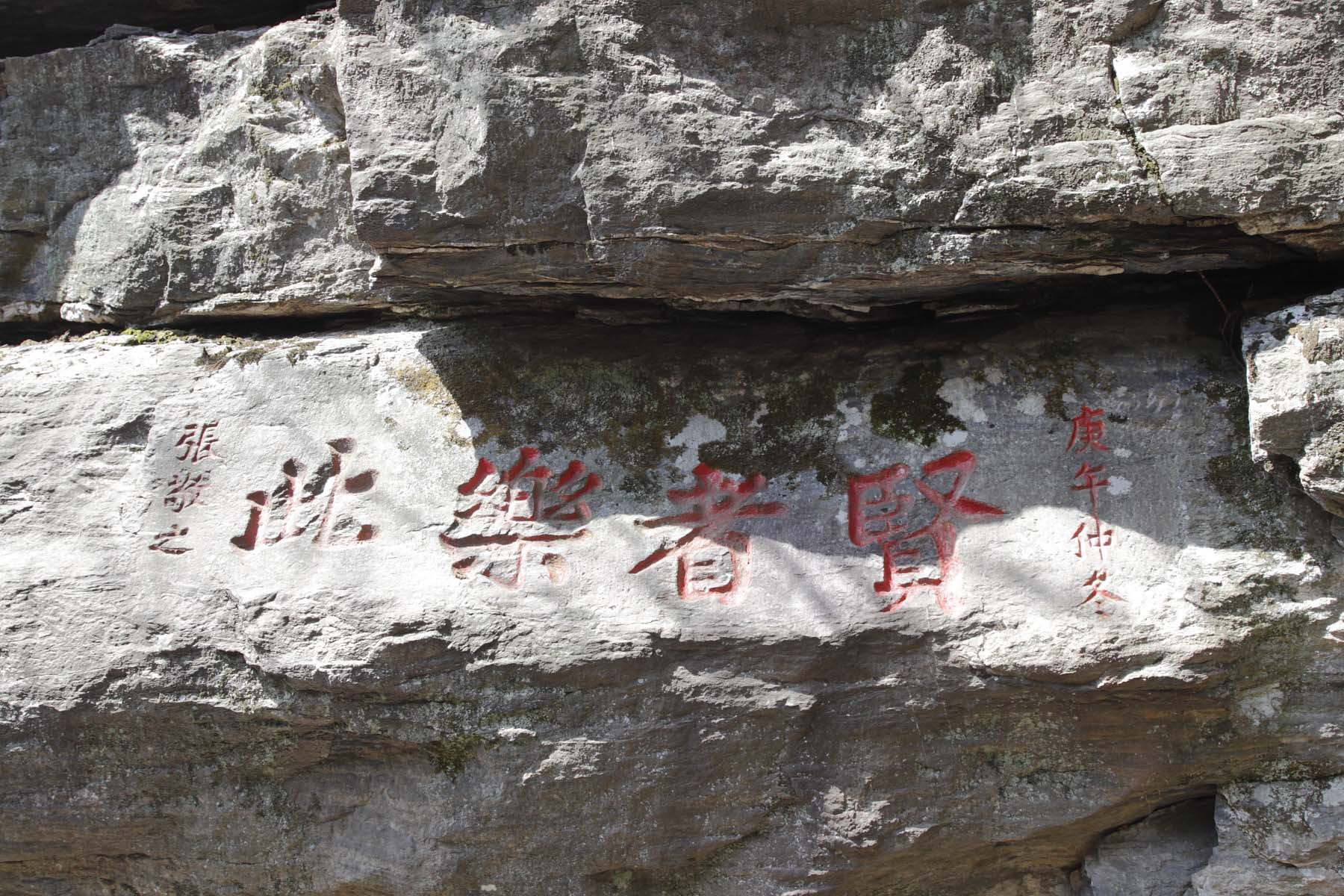
“賢者樂此”（張敬之題）
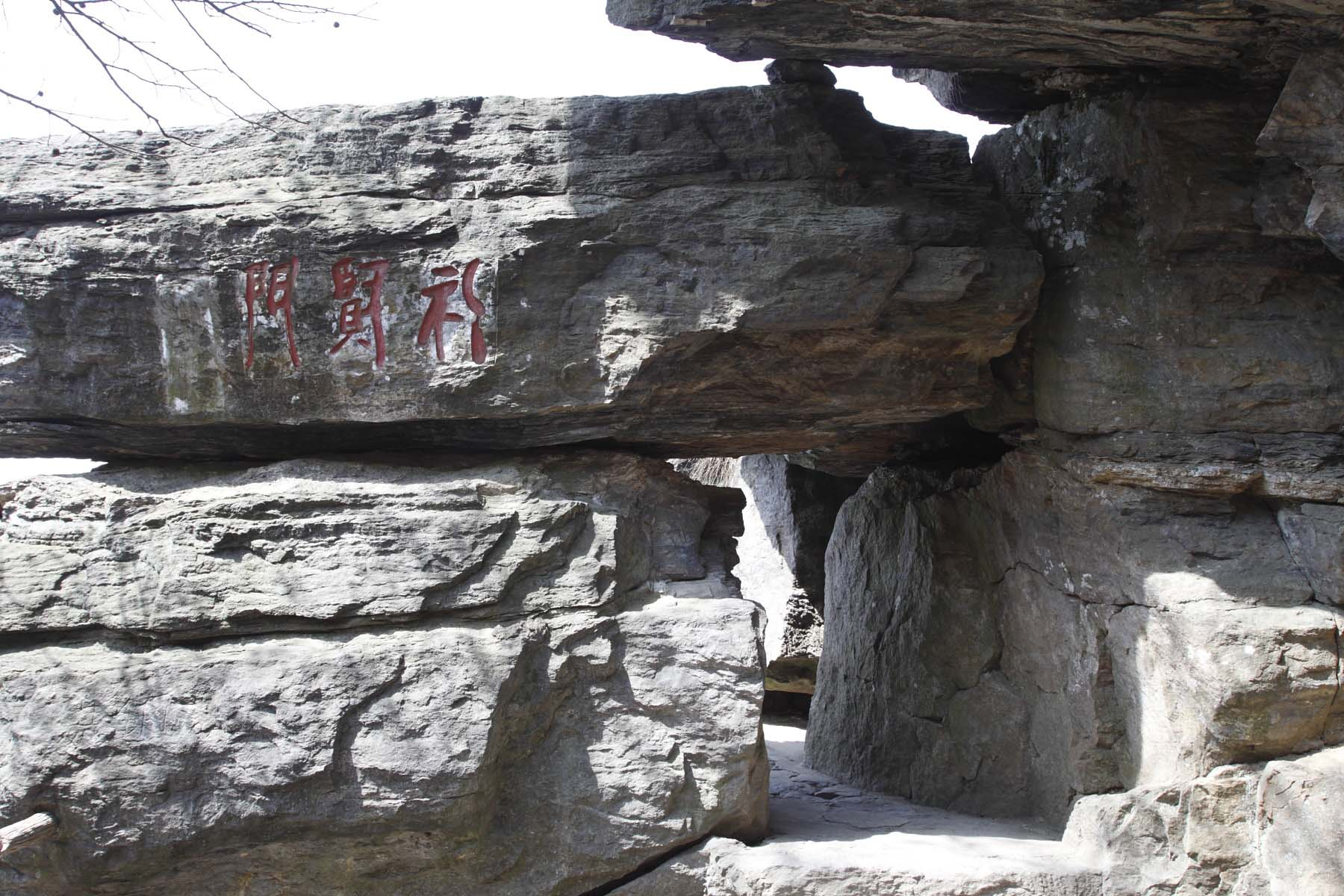
“禮賢門”
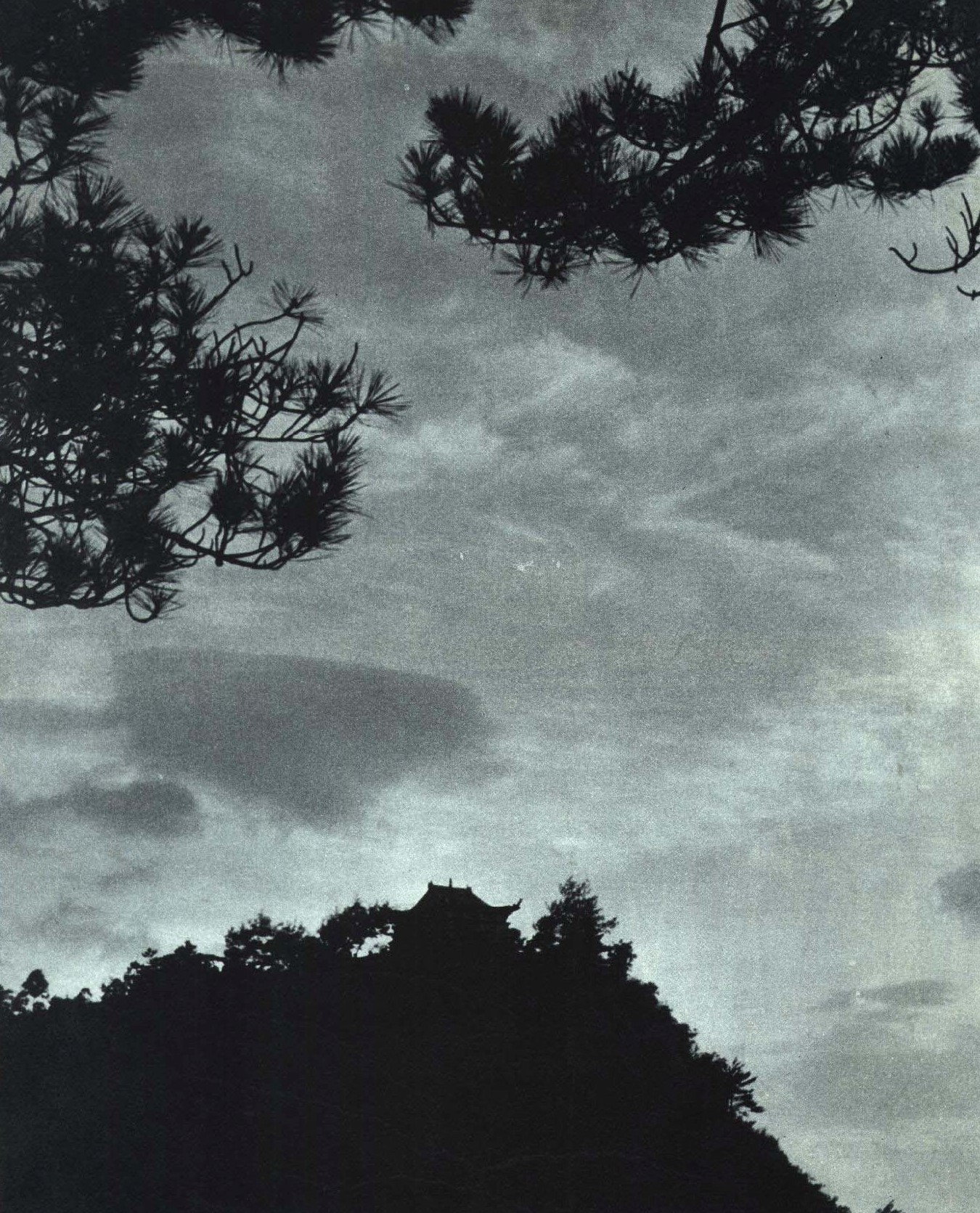
1964年 庐山仙人洞